# Loftus Versfeld
Loftus Versfeld is een rugby- en voetbalstadion in Pretoria, Zuid-Afrika. Het heeft een capaciteit van 51.762 personen en is genoemd naar Robert Owen Loftus Versfeld, de oprichter van de Pretoriaanse sportorganisatie. Het is de thuisbasis van twee rugbyclubs, de Blue Bulls, de Bulls en de voetbalclub Mamelodi Sundowns FC.
Er werden kleine verbouwingen gedaan om het Loftus Versfeld te kunnen gebruiken tijdens de eerste en tweede ronde van het WK voetbal - 2010. Veldverlichting, geluidsinstallatie, scoreboards en stadiondak werden verbeterd en hoewel verwacht werd in augustus 2008 klaar te zijn, werd de renovatie niet eerder afgerond dan januari 2009.
Eerder was het Loftus Versfeld al een belangrijk stadion tijdens het wereldkampioenschap rugby 1995.

## WK-interlands
| № | Datum        | Wedstrijd                   | Uitslag       | Competitie               | Toeschouwers |
| - | ------------ | --------------------------- | ------------- | ------------------------ | ------------ |
| 1 | 13 juni 2010 | Servië – Ghana              | 0 – 1         | WK 2010 – Groep D        | 38.833       |
| 2 | 16 juni 2010 | Zuid-Afrika – Uruguay       | 0 – 3         | WK 2010 – Groep A        | 42.658       |
| 3 | 19 juni 2010 | Kameroen – Denemarken       | 1 – 2         | WK 2010 – Groep E        | 38.074       |
| 4 | 23 juni 2010 | Verenigde Staten – Algerije | 1 – 0         | WK 2010 – Groep C        | 35.827       |
| 5 | 25 juni 2010 | Chili – Spanje              | 1 – 2         | WK 2010 – Groep H        | 41.958       |
| 6 | 29 juni 2010 | Paraguay – Japan            | 0 – 0 (5 – 3) | WK 2010 – Achtste finale | 36.742       |

Soccer City (Johannesburg) · Groenpuntstadion (Kaapstad) · Nelson Mandelabaaistadion (Port Elizabeth) · Moses Mabhidastadion (Durban) · Ellispark (Johannesburg)· Vrystaat-stadion (Bloemfontein) · Loftus Versfeld (Pretoria) · Royal Bafokengstadion (Rustenburg) · Mbombelastadion (Nelspruit) · Peter Mokabastadion (Pietersburg)